# Selección de fútbol sub-20 de Albania
La Selección de fútbol sub-20 de Albania es el equipo que representa al país en el Mundial Sub-20 y en la Eurocopa Sub-19; y es controlado por la Federación de Fútbol de Albania.

## Participaciones

### Copa Mundial de Fútbol Sub-20
| Año   | Resultado    | PJ           | PG           | PE*          | PP           | GF           | GC           |
| ----- | ------------ | ------------ | ------------ | ------------ | ------------ | ------------ | ------------ |
| 1977  | No clasificó | No clasificó | No clasificó | No clasificó | No clasificó | No clasificó | No clasificó |
| 1979  | No clasificó | No clasificó | No clasificó | No clasificó | No clasificó | No clasificó | No clasificó |
| 1981  | No clasificó | No clasificó | No clasificó | No clasificó | No clasificó | No clasificó | No clasificó |
| 1983  | No clasificó | No clasificó | No clasificó | No clasificó | No clasificó | No clasificó | No clasificó |
| 1985  | No clasificó | No clasificó | No clasificó | No clasificó | No clasificó | No clasificó | No clasificó |
| 1987  | No clasificó | No clasificó | No clasificó | No clasificó | No clasificó | No clasificó | No clasificó |
| 1989  | No clasificó | No clasificó | No clasificó | No clasificó | No clasificó | No clasificó | No clasificó |
| 1991  | No clasificó | No clasificó | No clasificó | No clasificó | No clasificó | No clasificó | No clasificó |
| 1993  | No clasificó | No clasificó | No clasificó | No clasificó | No clasificó | No clasificó | No clasificó |
| 1995  | No clasificó | No clasificó | No clasificó | No clasificó | No clasificó | No clasificó | No clasificó |
| 1997  | No clasificó | No clasificó | No clasificó | No clasificó | No clasificó | No clasificó | No clasificó |
| 1999  | No clasificó | No clasificó | No clasificó | No clasificó | No clasificó | No clasificó | No clasificó |
| 2001  | No clasificó | No clasificó | No clasificó | No clasificó | No clasificó | No clasificó | No clasificó |
| 2003  | No clasificó | No clasificó | No clasificó | No clasificó | No clasificó | No clasificó | No clasificó |
| 2005  | No clasificó | No clasificó | No clasificó | No clasificó | No clasificó | No clasificó | No clasificó |
| 2007  | No clasificó | No clasificó | No clasificó | No clasificó | No clasificó | No clasificó | No clasificó |
| 2009  | No clasificó | No clasificó | No clasificó | No clasificó | No clasificó | No clasificó | No clasificó |
| 2011  | No clasificó | No clasificó | No clasificó | No clasificó | No clasificó | No clasificó | No clasificó |
| 2013  | No clasificó | No clasificó | No clasificó | No clasificó | No clasificó | No clasificó | No clasificó |
| 2015  | No clasificó | No clasificó | No clasificó | No clasificó | No clasificó | No clasificó | No clasificó |
| 2017  | No clasificó | No clasificó | No clasificó | No clasificó | No clasificó | No clasificó | No clasificó |
| 2019  | No clasificó | No clasificó | No clasificó | No clasificó | No clasificó | No clasificó | No clasificó |
| 2023  | No clasificó | No clasificó | No clasificó | No clasificó | No clasificó | No clasificó | No clasificó |
| 2025  | No clasificó | No clasificó | No clasificó | No clasificó | No clasificó | No clasificó | No clasificó |
| Total | 0/24         | 0            | 0            | 0            | 0            | 0            | 0            |

### Eurocopa

#### Era Sub-18
| Año   | Ronda              | J                  | G                  | E                  | P                  | GF                 | GC                 |              |
| ----- | ------------------ | ------------------ | ------------------ | ------------------ | ------------------ | ------------------ | ------------------ | ------------ |
| 1955  | No participó       | No participó       | No participó       | No participó       | No participó       | No participó       | No participó       |              |
| 1956  | No participó       | No participó       | No participó       | No participó       | No participó       | No participó       | No participó       |              |
| 1957  | No participó       | No participó       | No participó       | No participó       | No participó       | No participó       | No participó       |              |
| 1958  | No participó       | No participó       | No participó       | No participó       | No participó       | No participó       | No participó       |              |
| 1959  | No participó       | No participó       | No participó       | No participó       | No participó       | No participó       | No participó       |              |
| 1960  | No participó       | No participó       | No participó       | No participó       | No participó       | No participó       | No participó       |              |
| 1961  | No participó       | No participó       | No participó       | No participó       | No participó       | No participó       | No participó       |              |
| 1962  | No participó       | No participó       | No participó       | No participó       | No participó       | No participó       | No participó       |              |
| 1963  | No participó       | No participó       | No participó       | No participó       | No participó       | No participó       | No participó       |              |
| 1964  | No participó       | No participó       | No participó       | No participó       | No participó       | No participó       | No participó       |              |
| 1965  | No participó       | No participó       | No participó       | No participó       | No participó       | No participó       | No participó       |              |
| 1966  |                    |                    |                    |                    |                    |                    |                    |              |
| 1967  | Abandonó el torneo | Abandonó el torneo | Abandonó el torneo | Abandonó el torneo | Abandonó el torneo | Abandonó el torneo | Abandonó el torneo |              |
| 1968  | No participó       | No participó       | No participó       | No participó       | No participó       | No participó       | No participó       | No participó |
| 1969  | Abandonó el torneo | Abandonó el torneo | Abandonó el torneo | Abandonó el torneo | Abandonó el torneo | Abandonó el torneo | Abandonó el torneo |              |
| 1970  | No participó       | No participó       | No participó       | No participó       | No participó       | No participó       | No participó       |              |
| 1971  | No participó       | No participó       | No participó       | No participó       | No participó       | No participó       | No participó       |              |
| 1972  | No participó       | No participó       | No participó       | No participó       | No participó       | No participó       | No participó       |              |
| 1973  | No participó       | No participó       | No participó       | No participó       | No participó       | No participó       | No participó       |              |
| 1974  | No participó       | No participó       | No participó       | No participó       | No participó       | No participó       | No participó       |              |
| 1975  | No participó       | No participó       | No participó       | No participó       | No participó       | No participó       | No participó       |              |
| 1976  | No participó       | No participó       | No participó       | No participó       | No participó       | No participó       | No participó       |              |
| 1977  | No participó       | No participó       | No participó       | No participó       | No participó       | No participó       | No participó       |              |
| 1978  | No participó       | No participó       | No participó       | No participó       | No participó       | No participó       | No participó       |              |
| 1979  | No participó       | No participó       | No participó       | No participó       | No participó       | No participó       | No participó       |              |
| 1980  | No participó       | No participó       | No participó       | No participó       | No participó       | No participó       | No participó       |              |
| 1981  | No participó       | No participó       | No participó       | No participó       | No participó       | No participó       | No participó       |              |
| 1982  | Fase de grupos     | 3                  | 0                  | 1                  | 2                  | 2                  | 7                  |              |
| 1983  | No clasificó       | No clasificó       | No clasificó       | No clasificó       | No clasificó       | No clasificó       | No clasificó       | No clasificó |
| 1984  | No participó       | No participó       | No participó       | No participó       | No participó       | No participó       | No participó       | No participó |
| 1986  | No participó       | No participó       | No participó       | No participó       | No participó       | No participó       | No participó       | No participó |
| 1988  | No participó       | No participó       | No participó       | No participó       | No participó       | No participó       | No participó       | No participó |
| 1990  | No participó       | No participó       | No participó       | No participó       | No participó       | No participó       | No participó       | No participó |
| 1992  | No participó       | No participó       | No participó       | No participó       | No participó       | No participó       | No participó       | No participó |
| 1993  | No participó       | No participó       | No participó       | No participó       | No participó       | No participó       | No participó       | No participó |
| 1994  | No participó       | No participó       | No participó       | No participó       | No participó       | No participó       | No participó       | No participó |
| 1995  | No participó       | No participó       | No participó       | No participó       | No participó       | No participó       | No participó       | No participó |
| 1996  | No participó       | No participó       | No participó       | No participó       | No participó       | No participó       | No participó       | No participó |
| 1997  | No clasificó       | No clasificó       | No clasificó       | No clasificó       | No clasificó       | No clasificó       | No clasificó       |              |
| 1998  | No clasificó       | No clasificó       | No clasificó       | No clasificó       | No clasificó       | No clasificó       | No clasificó       |              |
| 1999  | No clasificó       | No clasificó       | No clasificó       | No clasificó       | No clasificó       | No clasificó       | No clasificó       |              |
| 2000  | No clasificó       | No clasificó       | No clasificó       | No clasificó       | No clasificó       | No clasificó       | No clasificó       |              |
| 2001  | No clasificó       | No clasificó       | No clasificó       | No clasificó       | No clasificó       | No clasificó       | No clasificó       |              |
| Total | 1/43               | 3                  | 0                  | 1                  | 2                  | 2                  | 7                  |              |

#### Era Sub-19
| 2002  |              |              |              |              |              |              |              |              |             |
| 2003  |              |              |              |              |              |              |              |              |             |
| 2004  |              |              |              |              |              |              |              |              |             |
| 2005  |              |              |              |              |              |              |              |              |             |
| 2006  |              |              |              |              |              |              |              |              |             |
| 2007  |              |              |              |              |              |              |              |              |             |
| 2008  |              |              |              |              |              |              |              |              |             |
| 2009  |              |              |              |              |              |              |              |              |             |
| 2010  |              |              |              |              |              |              |              |              |             |
| 2011  |              |              |              |              |              |              |              |              |             |
| 2012  |              |              |              |              |              |              |              |              |             |
| 2013  |              |              |              |              |              |              |              |              |             |
| 2014  |              |              |              |              |              |              |              |              |             |
| 2015  |              |              |              |              |              |              |              |              |             |
| 2016  |              |              |              |              |              |              |              |              |             |
| 2017  |              |              |              |              |              |              |              |              |             |
| 2018  |              |              |              |              |              |              |              |              |             |
| 2019  |              |              |              |              |              |              |              |              |             |
| 2020  | Cancelado    | Cancelado    | Cancelado    | Cancelado    | Cancelado    | Cancelado    | Cancelado    | Cancelado    |             |
| 2021  | Cancelado    | Cancelado    | Cancelado    | Cancelado    | Cancelado    | Cancelado    | Cancelado    | Cancelado    |             |
| 2022  | No clasificó | No clasificó | No clasificó | No clasificó | No clasificó | No clasificó | No clasificó | No clasificó |             |
| 2023  | No clasificó | No clasificó | No clasificó | No clasificó | No clasificó | No clasificó | No clasificó | No clasificó |             |
| 2024  | No clasificó | No clasificó | No clasificó | No clasificó | No clasificó | No clasificó | No clasificó | No clasificó |             |
| 2025  | Por definir  | Por definir  | Por definir  | Por definir  | Por definir  | Por definir  | Por definir  | Por definir  | Por definir |
| Total | 0/20         | 0            | 0            | 0            | 0            | 0            | 0            |              |             |